# Morpho splendoris
Morpho splendoris är en fjärilsart som beskrevs av Friedrich Wilhelm Niepelt 1913. Morpho splendoris ingår i släktet Morpho och familjen praktfjärilar. Inga underarter finns listade i Catalogue of Life.